# Цибуля багатоярусна
Цибуля багатоярусна (Allium × proliferum) — малопоширений вид їстівної цибулі.
Батьківщина виду — Гірський Алтай, Східний Сибір, Північна Монголія. Свою назву отримала за оригінальну будову рослини. На його стрілочках (квітконосах) замість суцвіть формуються повітряні цибулинки, так звані «бульбочки», які закладаються у багатоярусної цибулі у кілька рівнів.
Відомий вид також як «єгипетська», «живородна», «рогата» цибуля тощо. Листя пустотіле, дудчасте, завдовжки 40—50 см і шириною 1,5—2 см. Висота стрілки до першого ярусу в середньому 65—80 см, на ній формуються найбільші повітряні бульбочки діаметром 2—3 см, масою 15—25 г. Ріст квітконоса у висоту триває шляхом формування наступних ярусів. В умовах України може виростати декілька ярусів цибулинок, як правило 3-4. З кожним ярусом маса цибульок знижується до 3—4 г.
На стрілках між повітряними цибульками можуть бути квітки на довгих квітконіжках, але через те, що багато сил відбирають цибулинки, вони не розвиваються і всихають.
На відміну від батуна і цибулі ріпчастої, повітряні і підземні цибулини не вимагають періоду спокою. Ще на материнській рослині вони утворюють листя і висаджені в ґрунт через 3—4 тижні дають свіжу зелену масу.
Добре виганяється при низькій температурі (10—12 °C), для ріпчастої ж потрібно 18—20 °C. Завдяки розвиненій корневій системі серед багаторічних видів весною у відкритому ґрунті дає врожай найраніше. Підземні цибулини більш виражені, ніж у батуна, маса їх становить 40—50 г. У кулінарії споживають як листя, так і повітряні і підземні цибулини. «Бульбочки» використовують і для маринування.

## Розмноження
Лише вегетативне (оскільки втрачено здатність давати квіти і відповідно чорнушку) — підземними чи повітряними цибульками. Основною ознакою дозрівання повітряних цибулин є поява на денці кореневих бугорків, а при вологій погоді навіть корінців. До того часу відмирає весняне листя і починає відростати листя осінньої регенерації.
Бульбочки цибулі триярусної не годяться для довгого зберігання, бо швидко всихають без живлення. Їх можна 2—3 місяці зберігати в прохолодному приміщенні і висаджувати не пізніше вересня.
Гілкується слабіше батуна, за один рік цибуля в землі формує 2—3 дочірні. У наступні роки з однієї цибулини виходить вже гніздо із 10—15 рослин. Гніздо ущільнюється, рослини дрібнішають, урожай падає. Тому найурожайніші 3-4-річні рослини цибулі багатоярусної.
Коренева система розвиненіша, ніж у цибулі ріпчастої, щороку оновлюється (старі корені усихають, нові відростають).
Належить до холодо- і зимостійких рослин, невибаглива. Підземні укорінені цибулини, можуть витримати мороз до −50 °C. Після повільного розморожування знов відростає листя. Для цибулин небезпечні саме різкі коливання температур (часті заморозки і відлиги).